# Panelový svět
Panelový svět (v originále Asphalte) je francouzský hraný film z roku 2015, který režíroval Samuel Benchetrit podle vlastních autobiografických románů Les Chroniques de l'Asphalte. Snímek měl světovou premiéru na filmovém festivalu v Cannes dne 17. května 2015.

## Děj
Výtah v budově se pravidelně porouchává. Tento problém, spolu s různými neočekávanými událostmi, má dopad na obyvatele domu. Film zachycuje několik dní ze života některých jeho obyvatel: Sternkowitz z 1. patra, mladý Charly, herečka Jeanne, která zažila svůj okamžik slávy, a paní Hamida, vřelá alžírská matka.

## Obsazení
| Isabelle Huppertová       | Jeanne Meyer                               |
| Gustave Kervern           | Sternkowitz                                |
| Valeria Bruni Tedeschiová | noční sestra                               |
| Tassadit Mandi            | Hamida / Aziza                             |
| Jules Benchetrit          | Charly                                     |
| Michael Pitt              | John McKenzie, astronaut z NASA            |
| Mickaël Graehling         | Dédé                                       |
| Larouci Didi              | Mouloud                                    |
| Thierry Gimenez           | pan Gilosa, předseda shromáždění vlastníků |

## Ocenění
- César: nominace v kategorii nejlepší adaptace (Samuel Benchetrit)
- Cena Jacquese Préverta za scénář